# Juan Álvarez Delgado
Juan Álvarez Delgado (Güímar, Tenerife; 4 de septiembre de 1900 - Santa Cruz de Tenerife; 25 de diciembre de 1987) fue un filólogo, humanista, erudito e ilustre canario. 

## Trayectoria y obra
Hasta los 14 años estuvo realizando sus estudios primarios en Tenerife; posteriormente, estudió en la Universidad Pontificia Comillas (Cantabria). Sus estudios de Filosofía y Letras los realizó entre los veranos de 1927 y 1930, como alumno libre, en la Universidad de Granada (pues por aquel entonces no existía en La Laguna la Facultad de Filosofía y Letras).
Su labor docente, sin embargo, se desarrolló en Canarias. Ejerció como profesor de latín en el Instituto de Enseñanza Media de La Palma (actualmente IES Alonso Pérez Díaz en Santa Cruz de La Palma) durante 10 años. Además, hay que mencionar que fue falangista y jefe de la falange de La Palma en 1937, periodo en el que se produjo la persecución, represión y en muchos casos desaparición de los conocidos como los Alzados. Luego, en 1942, se trasladó a Tenerife, donde impartió docencia 30 años, alternando la Universidad de La Laguna con el Instituto de Enseñanza Media de Santa Cruz de Tenerife.
Su currículum académico pasa desde catedrático de latín de instituto (1932) hasta profesor interino y catedrático de Lengua y Literatura Latinas desde 1949 en la Universidad de San Fernando (nombre original de la Universidad de La Laguna). Con todo, el Dr. Juan Álvarez Delgado se convirtió en el segundo catedrático de latín que han dado las Islas Canarias (es el primero de la Universidad de La Laguna), estando precedido por el lagunero, ya fallecido, Dr. Joaquín Ballcels Pinto, catedrático de latín de la Universidad de Barcelona. 
Sus investigaciones son de gran calidad y tienen una doble vertiente: la primera está enfocada a la Filología Clásica y la segunda a la Historia de Canarias. En Filología Clásica sus trabajos comienzan con su tesis doctoral, presentada en la Universidad Central de Madrid en 1941, y continúa con diversas publicaciones como Las Islas Afortunadas en Plinio, Purpura Gaetulica, Un ignorado de Viris Illustribus de Varrón en nuestra Biblioteca Universitaria. Su otra vertiente investigadora, también comenzada con la publicación de una serie de artículos en 1941, destaca por los libros y artículos Miscelánea Guanche I. Benahoare. Ensayos de Lingüística Canaria, Sistema de numeración norteafricano (obra premiada con el Premio de Investigación Antonio Nebrija en 1947), etc. Varios de sus trabajos están referidos al idioma guanche.
El Dr. Juan Álvarez fue compañero de departamento de los doctores, muchos de ellos ya fallecidos, Juan Régulo Pérez, Manuela Marrero, Jesús Hernández Perera, Jacinto Alzola, José Sánchez Lasso de la Vega (1950-51), etc. y cuenta con un importante número de discípulos y alumnos.
En su labor como director de trabajos de investigación, el Dr. Álvarez Delgado cuenta en su haber dos tesinas doctorales: Estudio del habla de Icod de los Vinos (Lydia García Pérez, 1954) y La obra gramatical de Bello (Ramón Trujillo Carreño, 1966), presentadas ambas en la Universidad de La Laguna.
Igualmente, y en este caso a su persona, fue considerado hijo predilecto de su localidad natal, Güímar (1959). Dada su importancia para la cultura canaria, en 1987 la comunidad autónoma de Canarias le otorgó el Premio Canarias. También recibió en la Medalla de Oro de Tenerife (1987).
Finalmente, hay que añadir que don Juan Álvarez Delgado fue el fundador de la Sección de Filología Clásica de la Universidad de La Laguna en 1942. Además de ello, fue igualmente fundador y presidente de la, por aquella época, Sección de La Laguna de la Sociedad Española de Estudios Clásicos, de la que fue nombrado posteriormente presidente de honor (1972).
- Datos: Q5953701